# Cuspidaria rostrata
Cuspidaria rostrata is een tweekleppigensoort uit de familie van de Cuspidariidae. De wetenschappelijke naam van de soort is voor het eerst geldig gepubliceerd in 1793 door Spengler.